# Plumville (Pennsylvanie)
Plumville est un borough situé au nord-ouest du comté d'Indiana, en Pennsylvanie, aux États-Unis,. En 2010, il comptait une population de 358 habitants. Le borough est incorporé le 6 décembre 1909.

## Démographie
Lors du recensement de 2010, le borough comptait une population de 358 habitants. Elle est estimée, en 2019, à 306 habitants.

### Source de la traduction
- (en) Cet article est partiellement ou en totalité issu de l’article de Wikipédia en anglais intitulé « Plumville, Pennsylvania » (voir la liste des auteurs).